# Trikoloren (filmserie)
Trikoloren är en trilogi dramafilmer av den polske regissören Krzysztof Kieślowski bestående av Frihet - den blå filmen (1993), Den vita filmen (1994) och Den röda filmen (1994). Manuskripten skrevs av Kieślowski tillsammans med Krzysztof Piesiewicz och musiken av Zbigniew Preisner.
Trilogin blev Kieślowskis stora internationella genombrott och är hans mest ansedda verk jämte Dekalogen. Det blev också hans sista filmer, efter Den röda filmen drog han sig tillbaka från filmskapande och dog två år senare.

## Teman
Blått, vitt och rött är färgerna på Frankrikes flagga. Varje film är löst baserad på Franska republikens motto frihet, jämlikhet, broderskap men liksom anknytningen till de tio budorden i Dekalogen behandlas dessa teman på ett mångtydigt och ironiskt sätt.

## Handling
Frihet - den blå filmen utspelar sig i Paris, Den vita filmen i Warszawa och Paris och Den röda filmen i Genève. Filmerna har separata handlingar men är i viss mån sammanvävda. I den sista filmen knyts de tre huvudpersonernas öden samman när de syns som överlevare från en färjekatastrof. 

## Filmerna
- Frihet - den blå filmen
- Den vita filmen
- Den röda filmen